# Vụ tự thiêu của bà Đặng Thị Kim Liêng
Vụ tự thiêu của bà Đặng Thị Kim Liêng xảy ra vào ngày 30 tháng 7 năm 2012 tại Bạc Liêu, Việt Nam. Bà là mẹ của blogger Tạ Phong Tần, một trong những thành viên của Câu lạc bộ nhà báo tự do, đang bị chính quyền Việt Nam giam giữ.

## Diễn biến vụ việc
Ngày 30 tháng 7 năm 2012, trước trụ sở chính quyền thành phố Bạc Liêu, nơi bà cư trú, bà Đặng Thị Kim Liêng đã tự thiêu để phản đối chính quyền Việt Nam trong việc giam giữ và chuẩn bị đưa ra xét xử con gái mình là Tạ Phong Tần.
Bà đã được đưa đi cấp cứu từ Bạc Liêu lên Sài Gòn, nơi có phương tiện y tế hiện đại hơn, tuy nhiên đã qua đời trên đường đi viện vào lúc khoảng 15 giờ 30. Theo con gái của bà Liêng là bà Tú thì mẹ bà có hành động này là do gần đây gặp nhiều chuyện buồn và việc bà Tần sắp phải ra tòa về tội tuyên truyền chống Nhà nước. Bà nói trong gia đình không ai biết gì về ý định tự thiêu của bà Liêng dù gần đây bà có "đủ thứ chuyện buồn".

## Phản ứng
Ngay sau khi vụ việc xảy ra, nhiều báo chí quốc tế đã đưa tin. Các tờ báo trong khu vực Đông Nam Á như Straits Times (Singapore), Bangkok Post (Thái Lan), ABC Times (Úc), các tờ báo châu Âu như ở Đức, Hà Lan, đến những trang tin lớn như BBC, MSN. Ông Phil Robertson, Phó Giám đốc khu vực châu Á của Human Rights Watch, tổ chức đã trao giải thưởng nhân quyền cho bà Tần trong năm 2011, nói đây là chuyện "bi thảm".  Ông còn nhận xét thêm: "Đó không phải là chuyện bi thảm của một gia đình, mà là của cả một đất nước".